# Clubiona interjecta
Clubiona interjecta là một loài nhện trong họ Clubionidae.
Loài này thuộc chi Clubiona. Clubiona interjecta được Ludwig Carl Christian Koch miêu tả năm 1879.